# 涙がこぼれたら
「涙がこぼれたら」（なみだがこぼれたら）は、日本のロックバンド・THE BACK HORNの4枚目のシングル。2002年8月28日発売。

## 収録曲
全作詞・作曲・編曲：THE BACK HORN
1. 涙がこぼれたら
2. ガーデン

## 収録アルバム
- オリジナルアルバム『心臓オーケストラ』（2002年11月13日、VICL-61745）
- ベストアルバム『BEST THE BACK HORN』 （2008年1月23日、VICL-62746）